# Vojtěch Hradec
Vojtěch Hradec (* 24. září 2005, Mladá Boleslav) je český hokejový útočník.

## Hráčská kariéra
Rodák z Mladé Boleslavi začínal s hokejem v tamním klubu BK Mladá Boleslav, ve kterém prošel všemi mládežnickými kategoriemi. 20. prosince 2022 debutoval v české nejvyšší soutěži proti Motoru České Budějovice. V ročníku 2022–23 odehrál celkem čtyři zápasy v nejvyšší soutěži, sezónu hrával převážně v juniorské kategorii, se kterou dosáhl bronzové medaile v extralize juniorů. Poslední zápasy chyběl v juniorské sestavě Mladé Boleslavi, Vojtěch Hradec odcestoval na reprezentační kemp věkové kategorie do 18 let. Následně byl nominován českým trenérem Jakubem Petrem do turnaje Mistrovství světa do 18 let konaného v Basileji a Porrentruy, s českou reprezentací obsadili 7. místo. Ročník 2023–24 odstartoval v juniorské soutěži, v září odehrál dva zápasy v seniorském celku Boleslavi. Ke konci roku 2023 se stabilně připojil k A-týmu, 4. února 2024 proti Kometě Brno vstřelil svůj první gól v nejvyšší soutěži. V roce 2024 byl vybrán ve vstupním draftu NHL týmem Utah Hockey Club v šestém kole (167. celkově). Po draftu zůstal v Mladé Boleslavi, kde se zabydlel v hlavní sestavě A mužstva. Ke konci roku 2024 odcestoval s českou juniorskou reprezentací na turnaj mistrovství světa juniorů konaného v Ottawě.

## Prvenství
- Debut v ČHL – 20. prosince 2022 (BK Mladá Boleslav proti HC Motor České Budějovice)
- První gól v ČHL – 4. února 2024 (HC Kometa Brno proti BK Mladá Boleslav, českému brankáři Dominiku Furchovi)
- První asistence v ČHL – 18. září 2024 (BK Mladá Boleslav proti HC Olomouc)

## Klubová statistika
| Sezóna       | Klub              | Soutěž       |    | Základní část | Základní část | Základní část | Základní část | Základní část |   | Play off | Play off | Play off | Play off | Play off |
| Sezóna       | Klub              | Soutěž       | Z  | G             | A             | B             | TM            | Z             | G | A        | B        | TM       |          |          |
| 2022–23      | BK Mladá Boleslav | ČHL          | 4  | 0             | 0             | 0             | 0             | —             | — | —        | —        | —        |          |          |
| 2023–24      | BK Mladá Boleslav | ČHL          | 25 | 1             | 0             | 1             | 2             | —             | — | —        | —        | —        |          |          |
| 2024–25      | BK Mladá Boleslav | ČHL          |    |               |               |               |               | —             | — | —        | —        | —        |          |          |
| Celkem v ČHL | Celkem v ČHL      | Celkem v ČHL | 29 | 1             | 0             | 1             | 2             | —             | — | —        | —        | —        |          |          |

## Reprezentace
| Rok                       | Tým                       | Soutěž                    | Z  | G | A | B  | TM |
| ------------------------- | ------------------------- | ------------------------- | -- | - | - | -- | -- |
| 2023                      | Česko 18                  | MS-18                     | 5  | 2 | 1 | 3  | 0  |
| 2025                      | Česko 20                  | MSJ                       | 7  | 4 | 4 | 8  | 4  |
| Juniorská kariéra celkově | Juniorská kariéra celkově | Juniorská kariéra celkově | 12 | 6 | 5 | 11 | 4  |